# 柴田昇
柴田 昇（しばた のぼる、1948年5月12日 - ）は、福岡県出身のプロゴルファー。

## 来歴
豊国学園高校出身。
15歳からゴルフを始め、1972年にプロ入りする。
1972年の九州オープンでは上田鉄弘を抑えて優勝し、ツアー時代の1975年には鈴木規夫・柳田勝司に次ぐと同時に秋富由利夫と並んでの3位タイ、1976年には鈴木・柳田に次ぐ3位、1977年には鈴木・上田に次ぐ3位に入った。
1978年にはフジサンケイクラシックで初日を村上隆・青木功・鈴木・西田升平・栗原孝と並んでの7位タイ、日本国土計画サマーズでは初日を山本善隆・高橋信雄・新井規矩雄と共に68の首位タイでスタートした。
1987年の九州オープンでは吉村金八と並んでの9位タイに入った。
1988年の山口オープンでは初日に坂本義一と共に67をマークして4位タイでスタートし、最終日には坂本と共に吉村金八と並んでの7位タイに入った。
1992年のペプシ宇部を最後にレギュラーツアーから引退。
シニア転向後の2000年には藤田観光オープンで佐野修一・高橋勝成と並んでの3位タイ、2002年にはアサヒ緑健カップTVQシニアで河野高明・宮本康弘と並んでの6位タイに入った。

## 主な優勝
- 1972年 - 九州オープン